# تريسي بيكر
تريسي بيكر (بالإنجليزية: Tracy Baker) هو لاعب كرة قاعدة أمريكي، ولد في 7 نوفمبر 1891 في بيندلينتون في الولايات المتحدة، وتوفي في 14 مارس 1975 في بليسرفيل في الولايات المتحدة.

## وصلات خارجية
- تريسي بيكر على موقع دوري كرة القاعدة الرئيسي (الإنجليزية)
- تريسي بيكر على موقعبيزبول رفرنس.كوم (الدوري الرئيسي) (الإنجليزية)
- تريسي بيكر على موقعبيزبول رفرنس.كوم (الدوري الثانوي) (الإنجليزية)
- تريسي بيكر على موقع جمعية أبحاث البيسبول الأمريكية (الإنجليزية)